# Manuel Guasch i Cortés
Manuel Guasch i Cortés (Parets del Vallès, 1893 - Barcelona, 1962) fou un pagès i alcalde del poble de Parets.
Va néixer el 1893 al mas Can Guasch de Parets del Vallès,i com a propietari rural va ser el primer contribuent per rústica resident a Parets del Vallès i un dels cinquanta primers del Vallès Oriental. Va ser soci de l'IACSI i de la Cambra Agrícola del Vallès, associacions que agrupaven els grans propietaris rurals. Des del 1929 formà part de l'Associació Regional de Ramaders de Catalunya i durant la Guerra Civil s'integrà en el Sindicat Agrícola local.
Es va casar-se amb Raimunda Masachs i Serdà, filla d'una família benestant del poble anomenada can Rajoler, dedicada a la venda de tabac, cafeteria i sala d'espectacles en un local on l'any 1934 es fundà i s'instal·là el Centre d'ERC de Parets i que fou lloc de trobada de les esquerres paretanes, que ell freqüentava. L'any 1932 s'afilià a ERC. Jutge municipal entre 1920 i 1923, va ser regidor de governació i instrucció pública i primer tinent d'alcalde (1930-1931) i des del 14 d'abril de 1931 alcalde per l'article 29 de la llei municipal de 8 d'agost de 1907. Va dimitir del càrrec el 13 de gener de 1932 per desacord amb la solució donada al conflicte entre treballadors i la Indústria Linera SA.
Durant el seu mandat es canviaren els noms d'alguns carrers i places per altres de relacionats amb la República i la llibertat, i s'aprovà per unanimitat l'Estatut d'Autonomia, sotmès al plebiscit dels ajuntaments de Catalunya. Un cop acabada la Guerra Civil va ser detingut a Parets per la seva militància política a ERC i empresonat a can Rajoler. El 8 de juny de 1939 fou traslladat al Jutjat Militar de Granollers, on se li obrí un consell de guerra sumaríssim d'urgència. Va estar a la presó provincial de Barcelona fins al 18 de juliol de 1939, en què se li comunicà el sobreseïment de la causa. L'any 1942 va vendre les seves propietats a l'amo d'Industria Linera SA i marxà a viure a Barcelona, fins a la seva mort.